# Steenhus von Börger
Das Steenhus von Börger (auch Börger I genannt) ist ein neolithisches Ganggrab. Es entstand zwischen 3500 und 2800 v. Chr. und ist eine Megalithanlage der Trichterbecherkultur. Es trägt die Sprockhoff-Nr. 819.

## Lage
Das Steenhus liegt mitten im Ort Börger, im Landkreis Emsland in Niedersachsen zwischen zwei Wohnhäusern am Straßenrand.

## Beschreibung
Die Ost-West ausgerichtete Kammer ist gut erhalten. Bis auf einen, stehen alle Tragsteine in situ. Neun der ehemals 13 Decksteine sind vorhanden, einer ist zerbrochen. Die Kammer hat eine Länge von etwa 14,5 Meter und eine Breite von 2,5 Meter. Auch die Tragsteine des Zugangs, der sich in der Mitte der südlichen Längsseite befindet, sind noch da. Ursprünglich war die Anlage wohl mit einer ovalen Umfassung umgeben, von der nur noch ein Stein vorhanden ist. Reste des ehemaligen länglichen Hügels sind erkennbar.
Das Steenhus ist das ansehnlichste Großsteingrab in Börger. Im Ort befindet sich mit den Hünensteinen – Börger II, (Sprockhoff-Nr. 818) und dem Großsteingrab auf dem Vaogelbarg – Börger III (Sprockhoff-Nr. 820) weitere Megalithanlagen und der Opferstein von Börger, ein Findling.

Steenhus von Börger
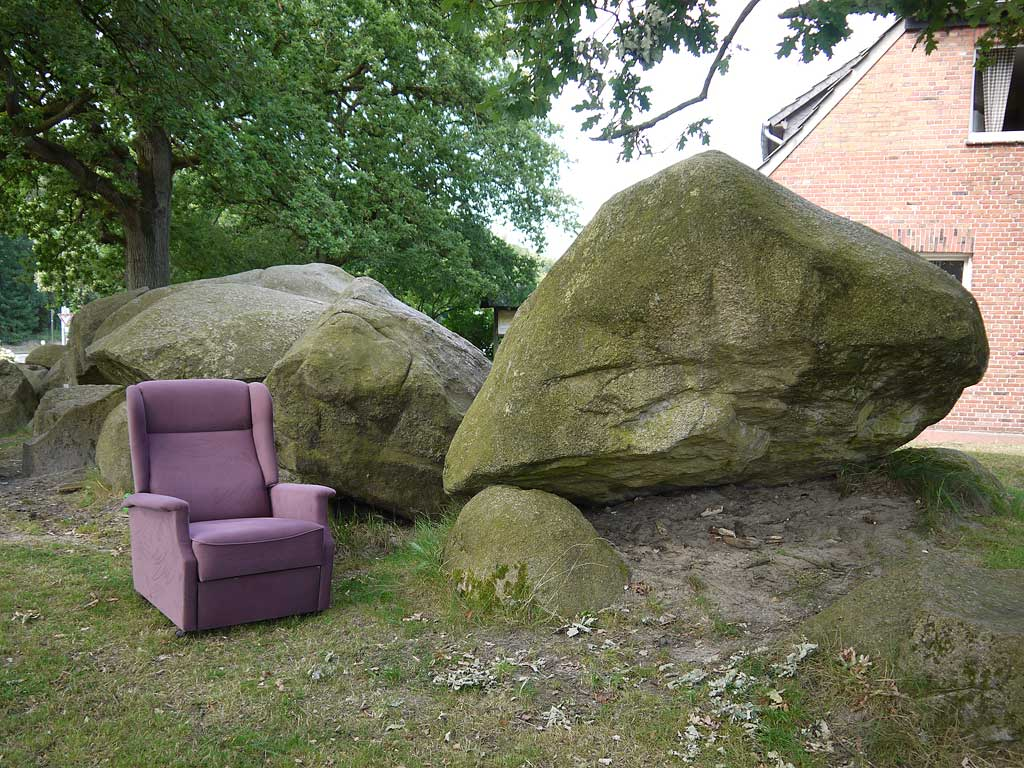
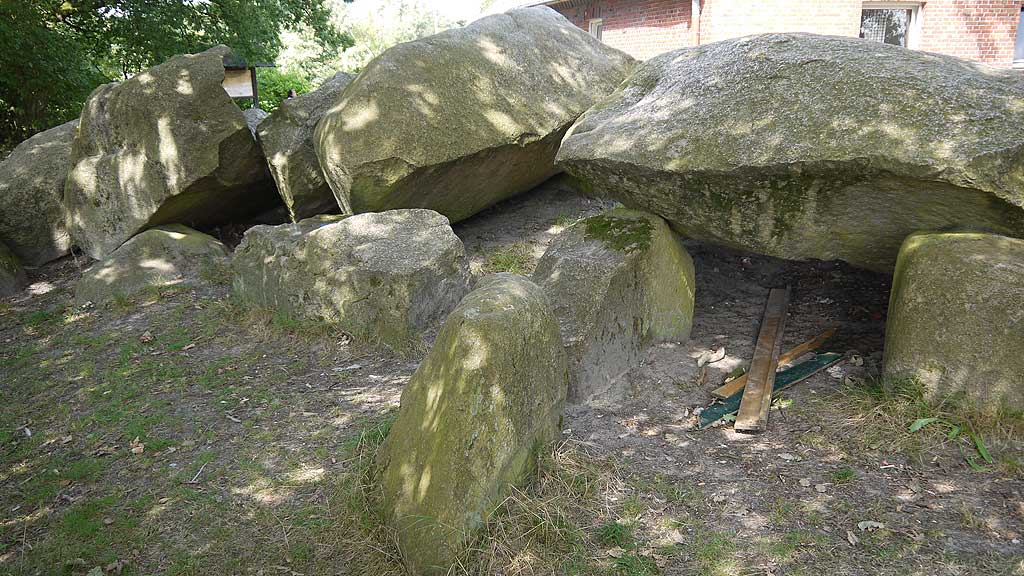
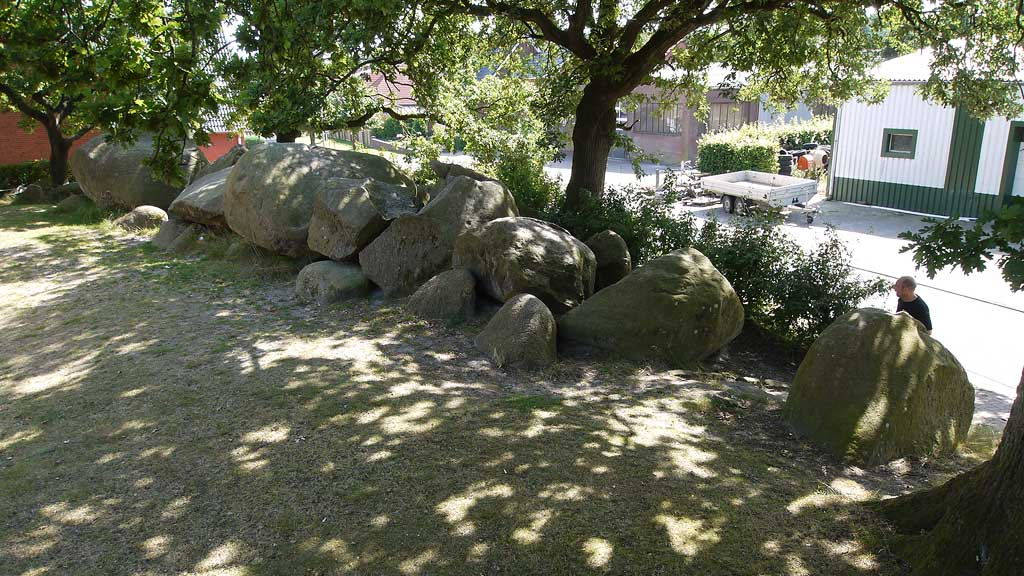
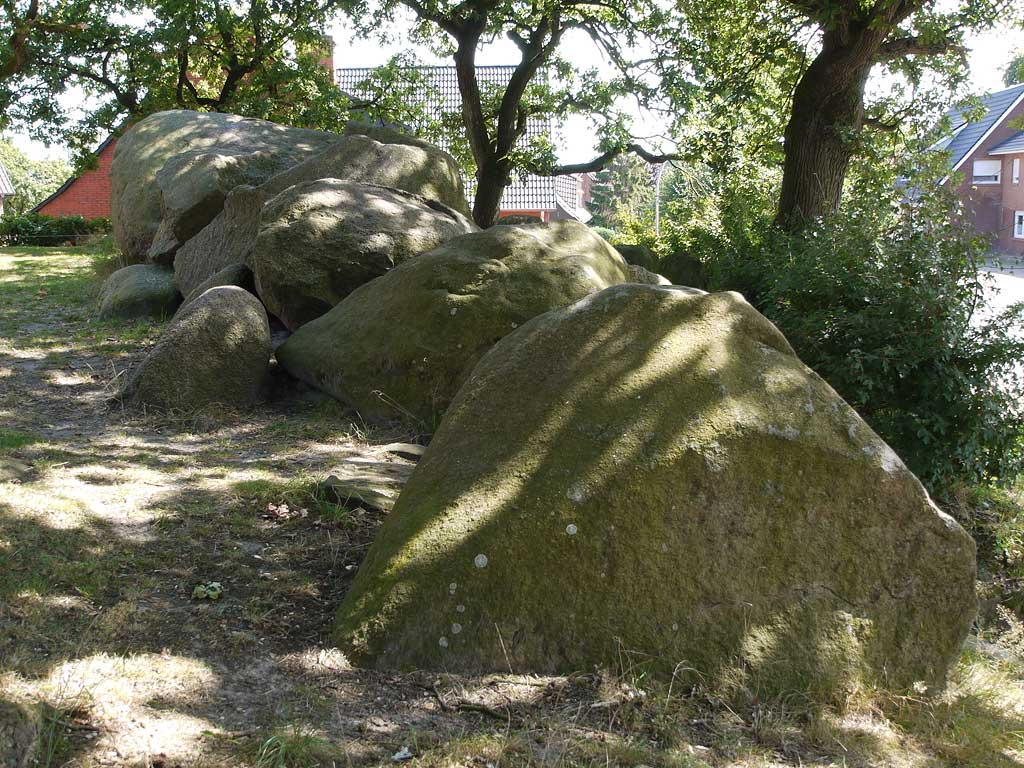